# Jens Brüning (Journalist)
Jens Brüning (* 14. Dezember 1946 in Oldenburg; † 20. Februar 2011 in Berlin) war ein deutscher Journalist und Hörfunkautor.

## Leben
Jens Brüning wuchs in Wilhelmshaven auf und kam 1968 zum Studium nach Berlin. Er studierte Publizistik, Soziologie und Nordamerikanische Literatur an der Freien Universität Berlin. Als freier Autor arbeitete Jens Brüning seit 1980 für verschiedene ARD-Anstalten, die Funk-Korrespondenz und die Süddeutsche Zeitung. Seit 1984 war er Herausgeber der Texte und Bücher von Gabriele Tergit, deren Wiederentdeckung in Deutschland sein Verdienst ist. In den letzten Jahren liefen seine Hörfunkfeatures regelmäßig beim Deutschlandradio und beim rbb.
Jens Brüning starb unerwartet im Februar 2011 im Alter von 64 Jahren. Sein Grab befindet sich auf dem landeseigenen Friedhof Heerstraße in Berlin-Westend.

## Werke (Auswahl)
als Herausgeber

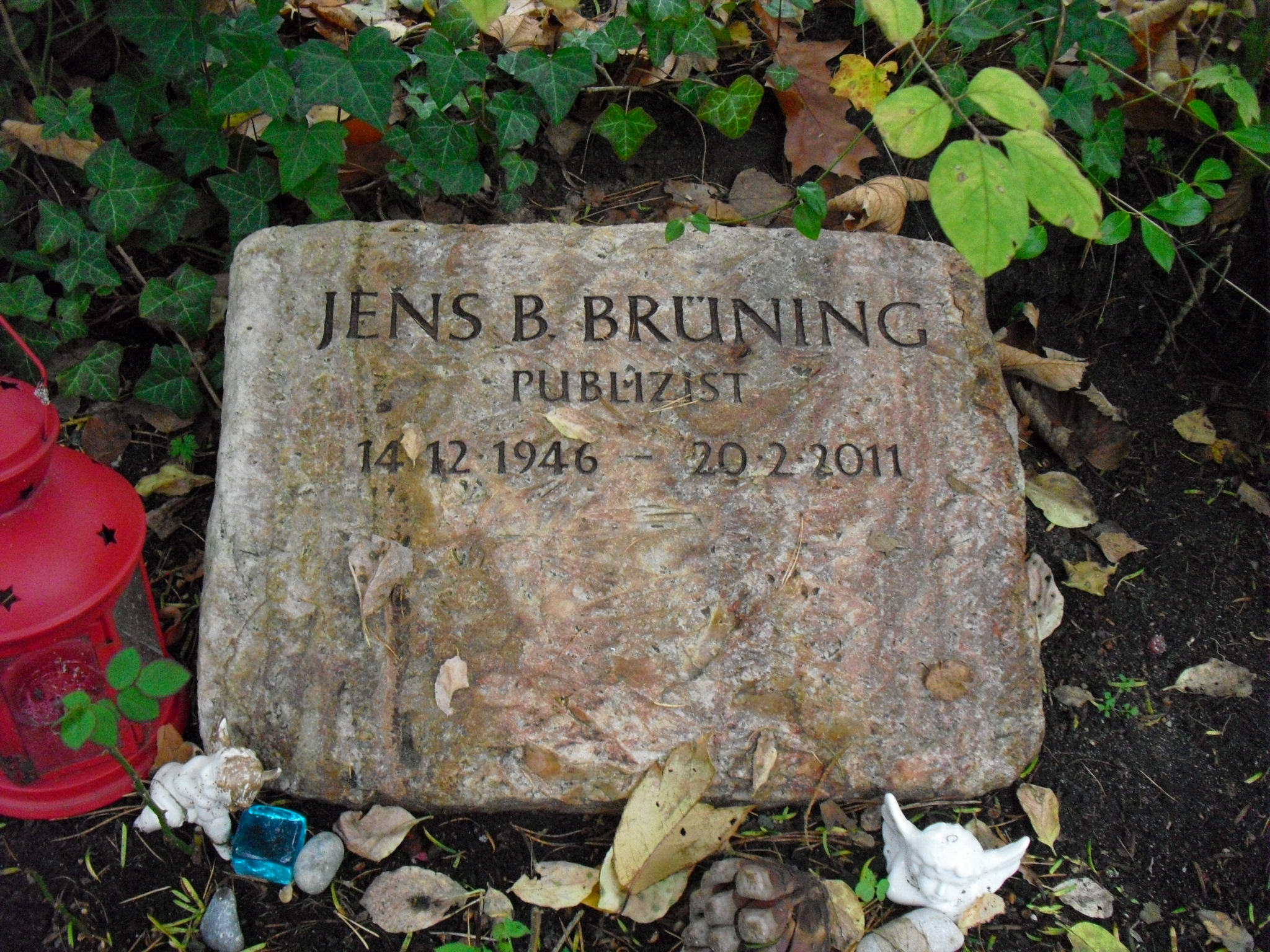
Jens Brünings Grabstein auf dem Friedhof Heerstraße

- Käsebier erobert den Kurfürstendamm, Roman, hrsg. und mit einem Nachw. von Jens Brüning, Berlin: Das neue Berlin, 2004
- Frauen und andere Ereignisse: Publizistik und Erzählungen von 1915 bis 1970, hrsg. und mit einem Nachw. von Jens Brüning, Berlin: Das Neue Berlin, 2001
- Der erste Zug nach Berlin, Novelle, hrsg. und mit einem Nachw. vers. von Jens Brüning, Berlin: Das Neue Berlin, 2000
- Wer schießt aus Liebe? Gerichtsreportagen, hrsg. und mit einem Vorw. vers. von Jens Brüning, Berlin: Das Neue Berlin, 1999
- Im Schnellzug nach Haifa, mit Fotos aus dem Archiv Abraham Pisarek, hrsg. von Jens Brüning und mit einem Nachw. vers. von Joachim Schlör, Berlin: TRANSIT, 1996
- Kleine Geschichte der Blumen: Kaiserkron' u. Päonien rot, Frankfurt am Main u. a. 1958.
- Atem einer anderen Welt: Berliner Reportagen, hrsg. und mit einem Nachw. vers. von Jens Brüning, Suhrkamp: Frankfurt am Main, 1994
- Blüten der Zwanziger Jahre. Hrsg. und mit einem Vorwort von Jens Brüning, Berlin: Rotation, 1984

als Autor
- Radio Bolognese. Schwarz Wolf, Berlin 1990, ISBN 978-3-927800-00-7.

### Radio-Features (Auswahl)
- Gelegentlicher Mitarbeiter beim Weltgeist. Harry Pross zum 75. Geburtstag, SFB, 1998.
- „Darstellen der Wahrheit ist mein einziger Zweck“. Eine Erinnerung an den Film-Regisseur René Clair., rbb, 2010
- „Hurra! Wir leben noch!“ Der Komponist und Kapellmeister Victor Hollaender. Eine Hommage zum 70. Todestag., rbb, 2010
- "Eine wahnsinnige Begabung, andere Begabungen zu finden" Alfred Kerr: "Sucher und Selige, Moralisten und Büßer. Literarische Ermittlungen. Deutschlandradio Kultur vom 26. Dezember 2009
- „Ich bin immer nicht da, wenn irgendwelche Weltgeschichte passiert“ – Heinz Knobloch zum 70. Geburtstag, ORB, 1996
- Die tollste Jazzband Europas. Die Geschichte der „Weintraub Syncopators“, rbb, 2009
- „Von Kopf bis Fuß Berliner – Friedrich Hollaender und die unerwiderte Liebe zu seiner Stadt“, rbb, 2006.